# أدريان كروسيات
أدريان كروسيات (بالرومانية: Adrian Cruciat)‏ مواليد 31 مارس 1983 في تيميشوارا، هو لاعب كرة مضرب روماني سابق بدأ مسيرته كمحترف سنة 1999 وكان يلعب باليد اليمنى، اعتزل اللعب في 2012. أعلى تصنيف له في الفردي كان المركز الـ 148 في سنة 2008. أعلى تصنيف له في الزوجي كان المركز الـ 218 في سنة 2008.

## وصلات خارجية
- أدريان كروسيات على موقع رابطة محترفي التنس (الإنجليزية)
- أدريان كروسيات على موقع الاتحاد الدولي لكرة المضرب (الإنجليزية)
- أدريان كروسيات على موقع كأس ديفيز (الإنجليزية)
- أدريان كروسيات على موقع خلاصة التنس.كوم (الإنجليزية)
- أدريان كروسيات على موقع إي إس بي إن.كوم (الإنجليزية)